# Георги Самуилов
Георги Самуилов е български бизнесмен, заедно със съпругата си е собственик на „Инса Груп“.

## Биография
Георги Яков Самуилов е роден на 26 юли 1965 г. в село Генерал Николаево (днес квартал на град Раковски). Завършил е средно образование и по професия е шофьор.
През 1993 г. започва своята кариера в бизнеса с горива чрез създадената от него фирма „Самс интернешънъл“. По-късно фирмата е слята с дружеството „Арес холдинг“ от структурата на „Мултигруп“ и Георги Самуилов участва в управлението на холдинга. Бил е директор и на други фирми от състава на „Мултигруп“.
През 1999 г. Самуилов учредява „Инса Трейдинг“, с което започва изграждането на „Инса Груп“. През 2001 г. Самуилов основава и още фирми под същия бранд, сред които „Инса Oйл“, която от следващата година започва да управлява рафинерия в село Белозем. През следващите години той развива бизнес с „Литекс“ на Гриша Ганчев и „Полисан“ на русенския бизнесмен Христо Вълков.
През 2015 г. нашумява скандалното отпразнуване на 50-годишния му юбилей с над 250 гости в Античния театър в Пловдив.
През 2016 г. заедно с Румен Чандъров стават собственици на ПФК „Ботев“ Пловдив. През 2018 г. Самуилов става мажоритарен собственик на Общинска банка и ПФК Ботев „Пловдив“. През юли 2020 г. след боледуване и възстановяване от Ковид-19 Георги Самуилов се оттегля от ръководството на ПФК „Ботев“ Пловдив.

## Награди
- Бизнесмен на годината в Пловдив и региона (2009 г.) – заради инвестицията от 28 млн. евро в първата по рода си в България инсталация за производство на горива от типа сяроочистка.[2]

През 2009 г. е избран и за член на Европейския икономически сенат– организацията обединява над 170 предприемачи от цяла Европа.